# Timoci Silatolu
Ratu Timoci Silatolu est un homme politique fidjien. Bras droit du putschiste George Speight, il purge vingt-trois ans de prison pour trahison avant d'être gracié.

## Biographie
Il travaille comme technicien pour l'entreprise de télécommunications Telecom Fiji avant d'entrer en politique.
Entré à la Chambre des représentants aux élections législatives de 1999 comme député de la province de Rewa élu au suffrage ethnique autochtone, il est membre du Parti de l'Association fidjienne et siège comme simple député de la majorité parlementaire du gouvernement Chaudhry, gouvernement de coalition de centre-gauche,,. Il joue un rôle central dans les préparatifs du coup d'État de l'an 2000 contre ce même gouvernement, et se joint ouvertement à George Speight lorsque celui-ci pénètre dans la Chambre avec des hommes en armes le 19 mai pour renverser le gouvernement. Le 20 mai, ayant incarcéré les membres du gouvernement Chaudhry, George Speight nomme Ratu Jope Seniloli président de la république, Timoci Silatolu Premier ministre, Rakuita Vakalalabure procureur général, Ratu Naiqama Lalabalavu ministre des Affaires autochtones et Ratu Rakuita Vakalalabure ministre de l'Intérieur, un gouvernement anticonstitutionnel qui n'est pas reconnu par le président de la République Ratu Sir Kamisese Mara. Dès le lendemain, George Speight change d'avis et se déclare lui-même Premier ministre, faisant de Timoci Silatolu son vice-Premier ministre,,,.
Avec l'échec du coup d'État, George Speight, Timoci Silatolu et les autres meneurs sont arrêtés et inculpés pour trahison en août. Autorisé par la justice à participer aux élections anticipées de 2001 depuis sa cellule, il se présente comme candidat de la nouvelle Alliance conservatrice, parti d'extrême-droite fondé par les partisans du coup d'État, dans sa circonscription de Rewa ; il y est battu par Ro Teimumu Kepa, candidate de droite ethno-nationaliste autochtone. Tandis que la plupart des accusés plaident coupable, Timoci Silatolu plaide non coupable. En mars 2003, il est reconnu coupable d'avoir participé activement au renversement du gouvernement légal, d'avoir tenté d'abroger la Constitution, d'avoir pris et détenu des otages par la force des armes, et d'avoir formé un gouvernement illégal ; en juin il est condamné à une peine de prison à perpétuité assortie d'une peine de sûreté de neuf ans,,. Il reçoit la grâce présidentielle du président Ratu Wiliame Katonivere en décembre 2023 et est libéré après vingt-trois ans et demi d'incarcération.